# Petnjik
Petnjik este un sat din comuna Berane, Muntenegru. Conform datelor de la recensământul din 2003, localitatea are 669 de locuitori (la recensământul din 1991 erau 737 de locuitori).

## Demografie
În satul Petnjik locuiesc 523 de persoane adulte, iar vârsta medie a populației este de 38,0 de ani (37,4 la bărbați și 38,6 la femei). În localitate sunt 179 de gospodării, iar numărul mediu de membri în gospodărie este de 3,74.
Această localitate este populată majoritar de sârbi (conform recensământului din 2003).
|  |

| Demografie | Demografie | Demografie |
| An         | Locuitori  | Locuitori  |
| ---------- | ---------- | ---------- |
|            |            |            |
|            |            |            |
|            |            |            |
|            |            |            |
| 1948       | 561        |            |
| 1953       | 610        |            |
| 1961       | 607        |            |
| 1971       | 634        |            |
| 1981       | 692        |            |
| 1991       | 737        | 727        |
| 2003       | 713        | 669        |

| \| Componența etnică conform recensământului din 2003[2] \| Componența etnică conform recensământului din 2003[2] \| Componența etnică conform recensământului din 2003[2] \| Componența etnică conform recensământului din 2003[2] \| Componența etnică conform recensământului din 2003[2] \| \| ----------------------------------------------------- \| ----------------------------------------------------- \| ----------------------------------------------------- \| ----------------------------------------------------- \| ----------------------------------------------------- \| \| \| \| \| \| \| \| Sârbi \| Sârbi \| \| 454 \| 67,86% \| \| Muntenegreni \| Muntenegreni \| \| 184 \| 27,5% \| \| Macedoneni \| Macedoneni \| \| 1 \| 0,14% \| \| necunoscută \| necunoscută \| \| 0 \| 0% \| |              |  |     |        |
| Componența etnică conform recensământului din 2003 |              |  |     |        |
| |              |  |     |        |
| Sârbi | Sârbi        |  | 454 | 67,86% |
| Muntenegreni | Muntenegreni |  | 184 | 27,5%  |
| Macedoneni | Macedoneni   |  | 1   | 0,14%  |
| necunoscută | necunoscută  |  | 0   | 0%     |